# Кирпичников, Александр Александрович
Алекса́ндр Алекса́ндрович Кирпи́чников (род. 21 июля 2001, Челябинск) — российский хоккеист, защитник «Трактора», выступающего в КХЛ.

## Карьера
Воспитанник челябинского «Трактора». С сезона 2018/19 выступает в МХЛ за команду «Белые Медведи», а с сезона 2019/20 за «Челмет» в ВХЛ.
В КХЛ дебютировал 6 сентября 2020 года в матче против клуба «Куньлунь Ред Стар».
Серебряный призёр юниорского чемпионата мира 2019.